# Clinidium baldufi
Clinidium baldufi är en skalbaggsart som beskrevs av Bell 1970. Clinidium baldufi ingår i släktet Clinidium och familjen hakbaggar. Inga underarter finns listade i Catalogue of Life.